# Eragrostis riparia
Eragrostis riparia är en gräsart som först beskrevs av Carl Ludwig von Willdenow, och fick sitt nu gällande namn av Christian Gottfried Daniel Nees von Esenbeck. Eragrostis riparia ingår i släktet kärleksgrässläktet, och familjen gräs. Inga underarter finns listade i Catalogue of Life.